# Choroba Nasu-Hakoli
Choroba Nasu-Hakoli (otępienie przedstarcze z torbielami kostnymi, wielotorbielowata tłuszczowo-błoniasta osteodysplazja ze stwardniającą leukoencefalopatią, ang. polycystic lipomembranous osteodysplasia with sclerosing leukoencephalopathy, PLOSL, Nasu-Hakola disease) – rzadka uwarunkowana genetycznie choroba, objawiająca się nieprawidłowościami w ośrodkowym układzie nerwowym, tkance tłuszczowej i kościach. Schorzenie opisali, niezależnie od siebie, Fin Panu Hakola i Japończyk T. Nasu i wsp. Dziedziczenie jest autosomalne recesywne.

## Objawy i przebieg
Początek choroby zazwyczaj ma miejsce w 3. dekadzie życia. Najczęstsze objawy to:
- obrzęki nadgarstków i kostek
- objawy neurologiczne i psychiatryczne:
  - odhamowanie
  - zaburzenia libido
  - wygórowanie (wzmożenie) odruchów głębokich
  - objawy patologiczne
  - mioklonie
  - drgawki

### Nieprawidłowości w badaniach dodatkowych
- w EEG: ogniskowa lub rozsiana synchroniczna aktywność 6–8 Hz, zniesienie rytmu alfa, przewaga rytmu theta i delta
- MRI i TK: poszerzenie komór
- RTG: złamania kości, torbiele w obrębie nasad.